# Pteris dactylina
Pteris dactylina là một loài thực vật có mạch trong họ Pteridaceae. Loài này được Hook. miêu tả khoa học đầu tiên năm 1858.